# Sterculia parviflora
Sterculia parviflora är en malvaväxtart som beskrevs av William Roxburgh. Sterculia parviflora ingår i släktet Sterculia och familjen malvaväxter. Inga underarter finns listade i Catalogue of Life.